# جالياكوت
23°32′10″N 74°00′32″E / 23.536°N 74.009°E
جالياكوت هي مدينة تعداد في منطقة دونجاربورفي راجستان ، الهند. تقع في حوالي 168 كم جنوب شرق مدينة أودايبور في ولاية راجاستان وهو موقع حج داودي بوهرا. تشتهر المدينة بقبر بابجي مولا سيدي فخر الدين الذي عاش هناك في القرن الحادي عشر.

## التركيبة السكانية
اعتبارًا من تعداد الهند لعام 2001 ، كان عدد سكان جالياكوت يبلغ 6636 نسمة. يشكل الذكور 51٪ من السكان والإناث 49٪. يبلغ متوسط معدل معرفة القراءة والكتابة في جالياكوت 56٪ ، وهو أقل من المعدل الوطني البالغ 59.5٪: يبلغ معدل معرفة القراءة والكتابة لدى الذكور 67٪ ، ومحو الأمية لدى الإناث 44٪. في جالياكوت ، 17٪ من السكان تقل أعمارهم عن 6 سنوات.

## معرض الصور

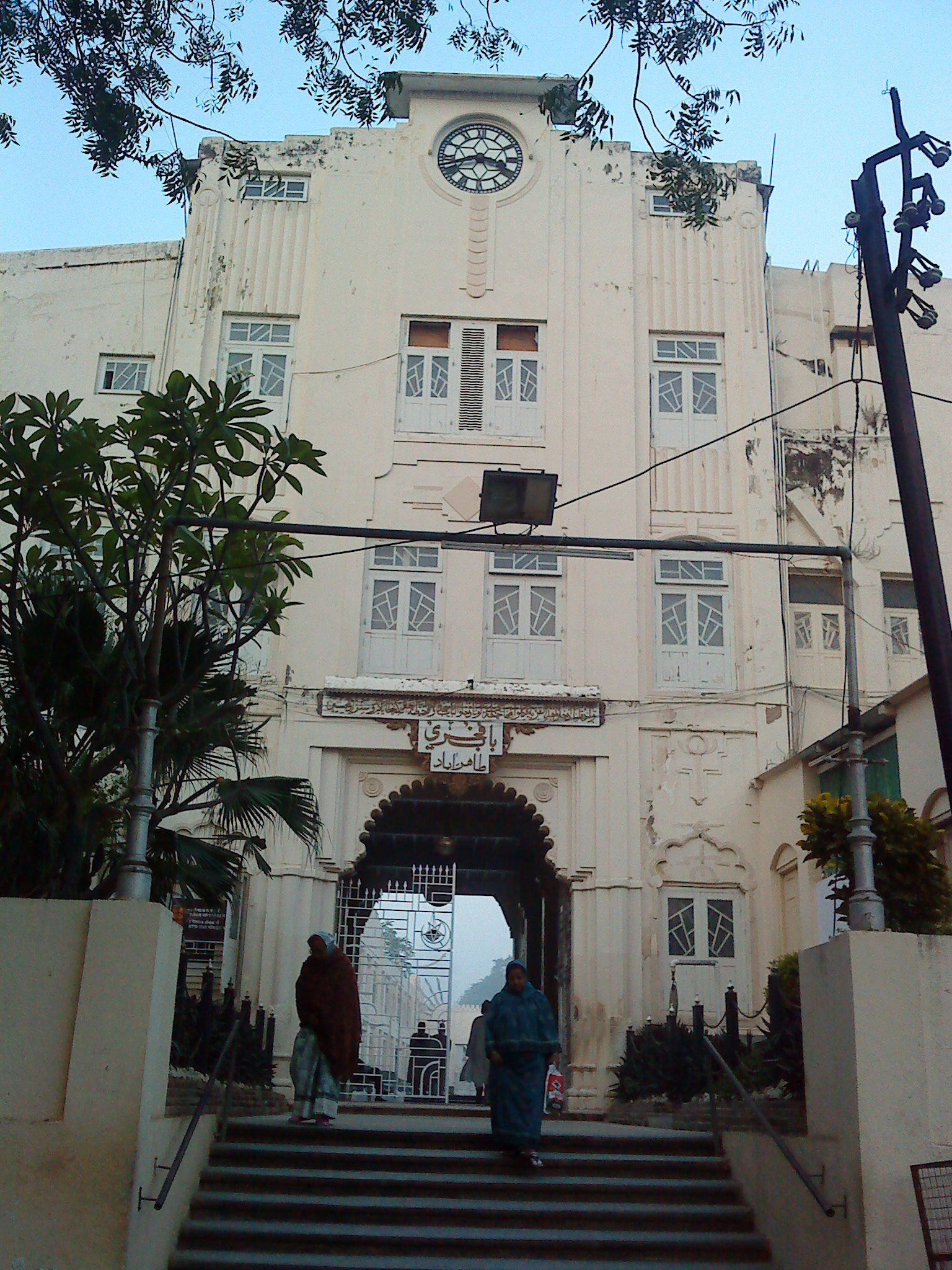
مدخل درقة
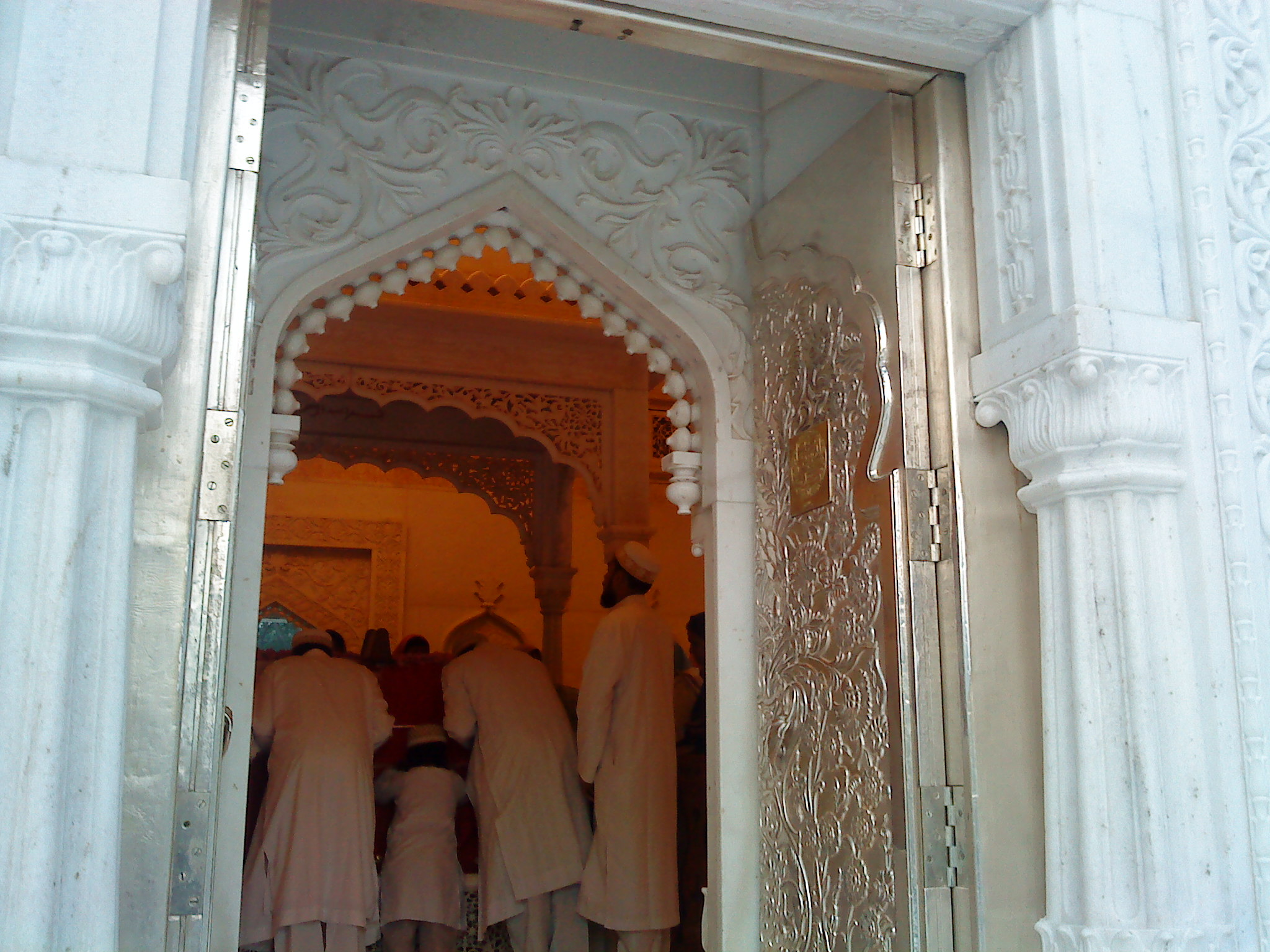
ضريح المدخل
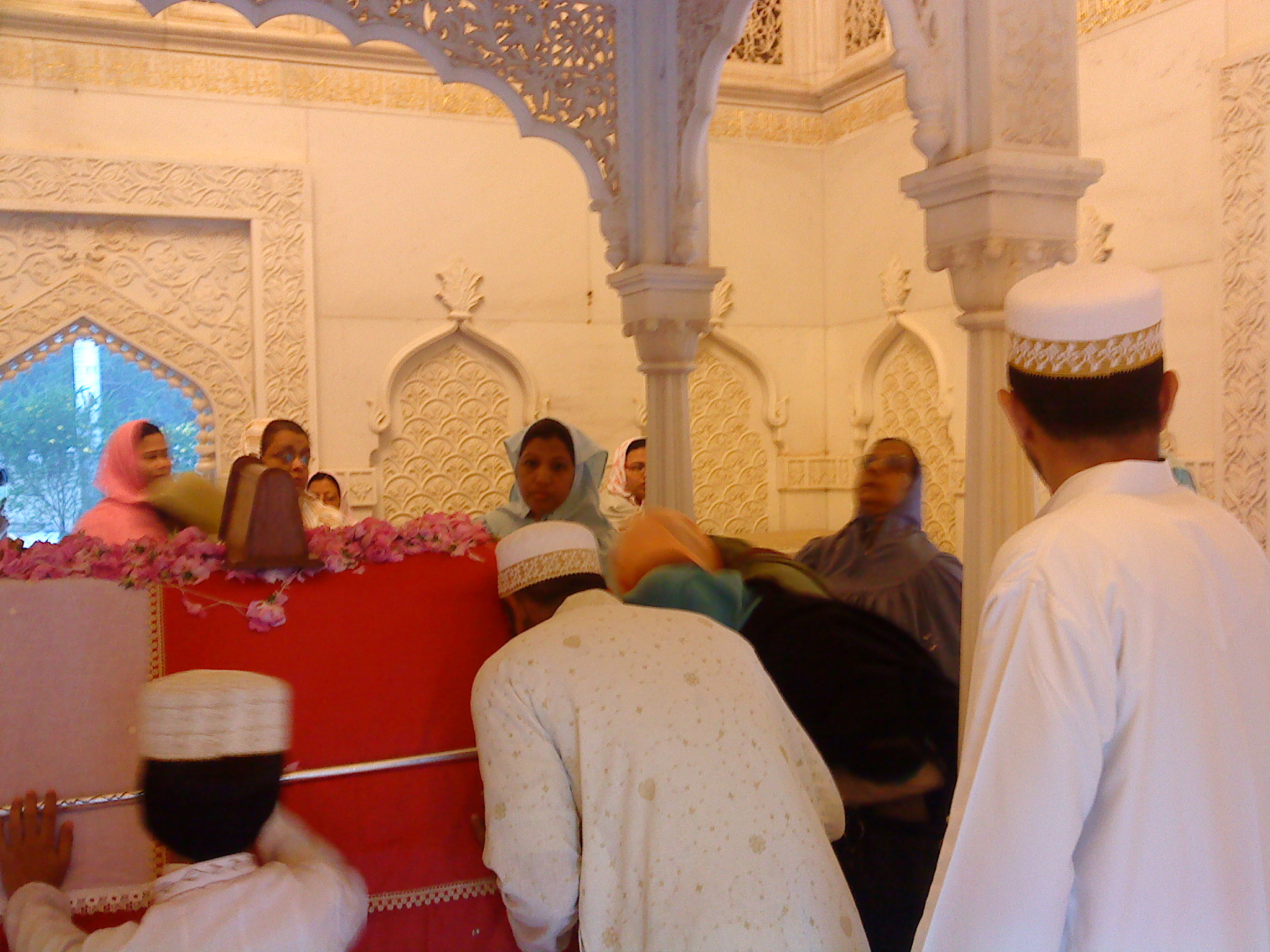
قبر فخر الدين شهيد
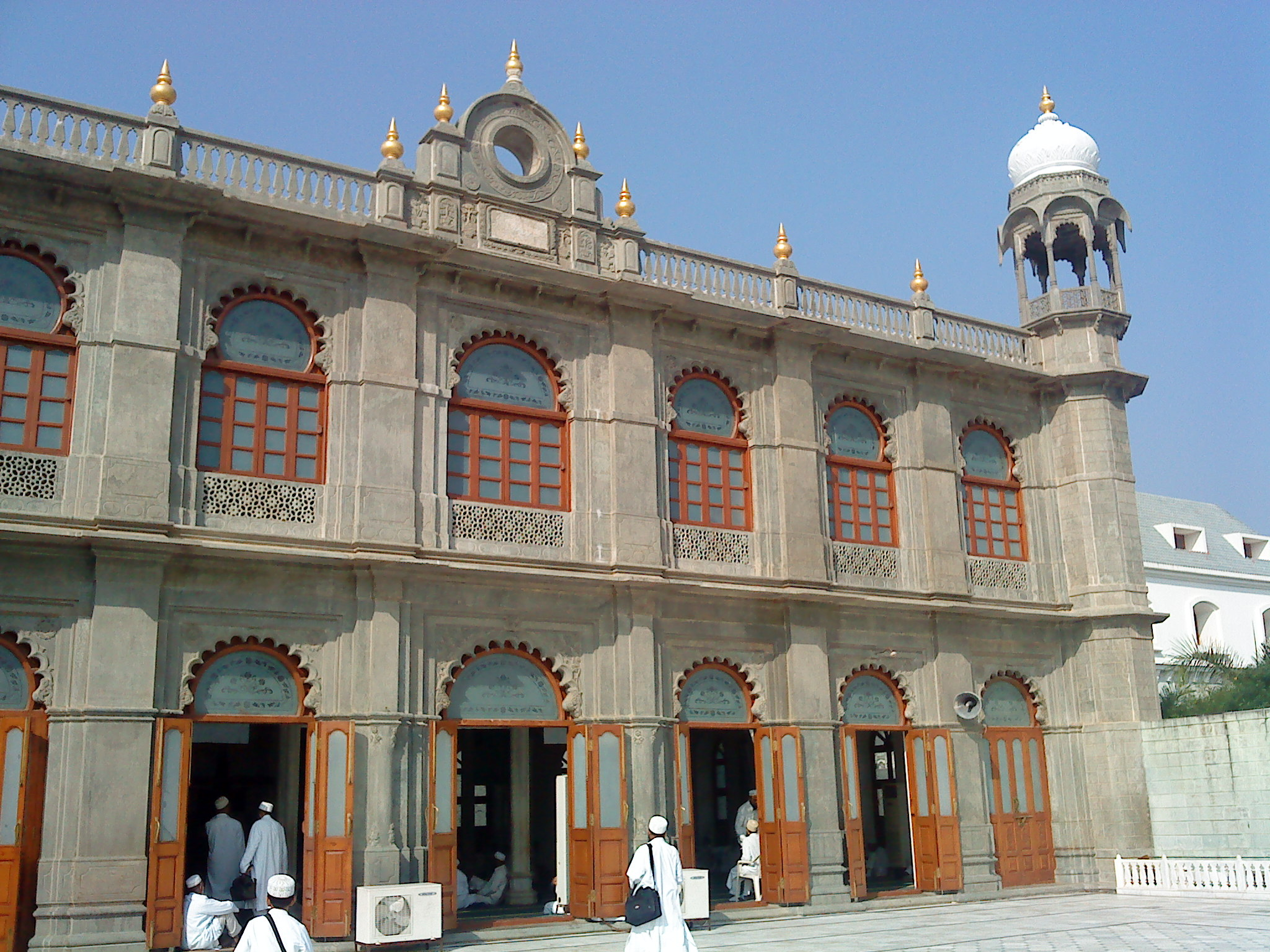
مسجد مزارفخري
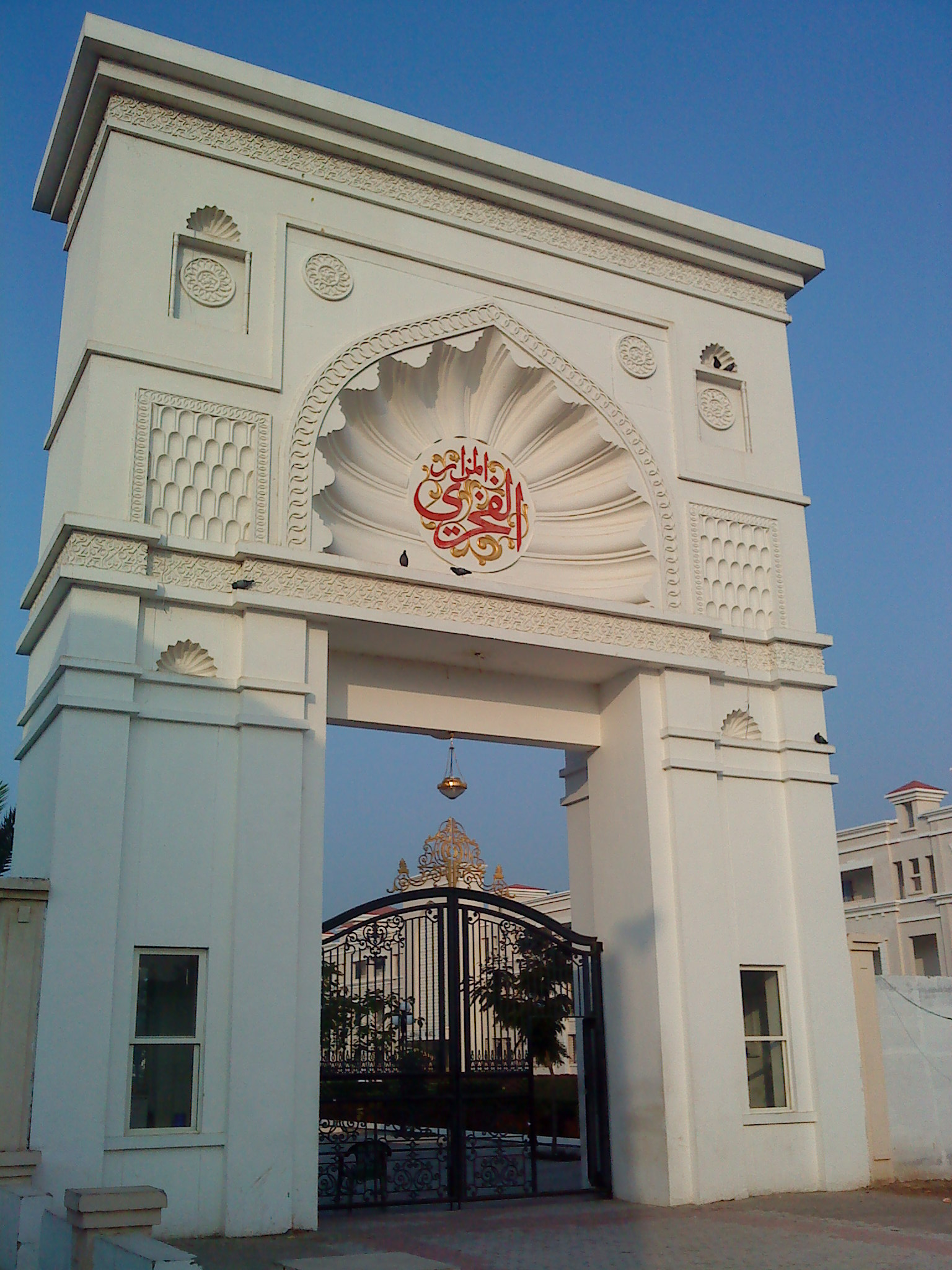
المدخل الرئيسي مزارفخري
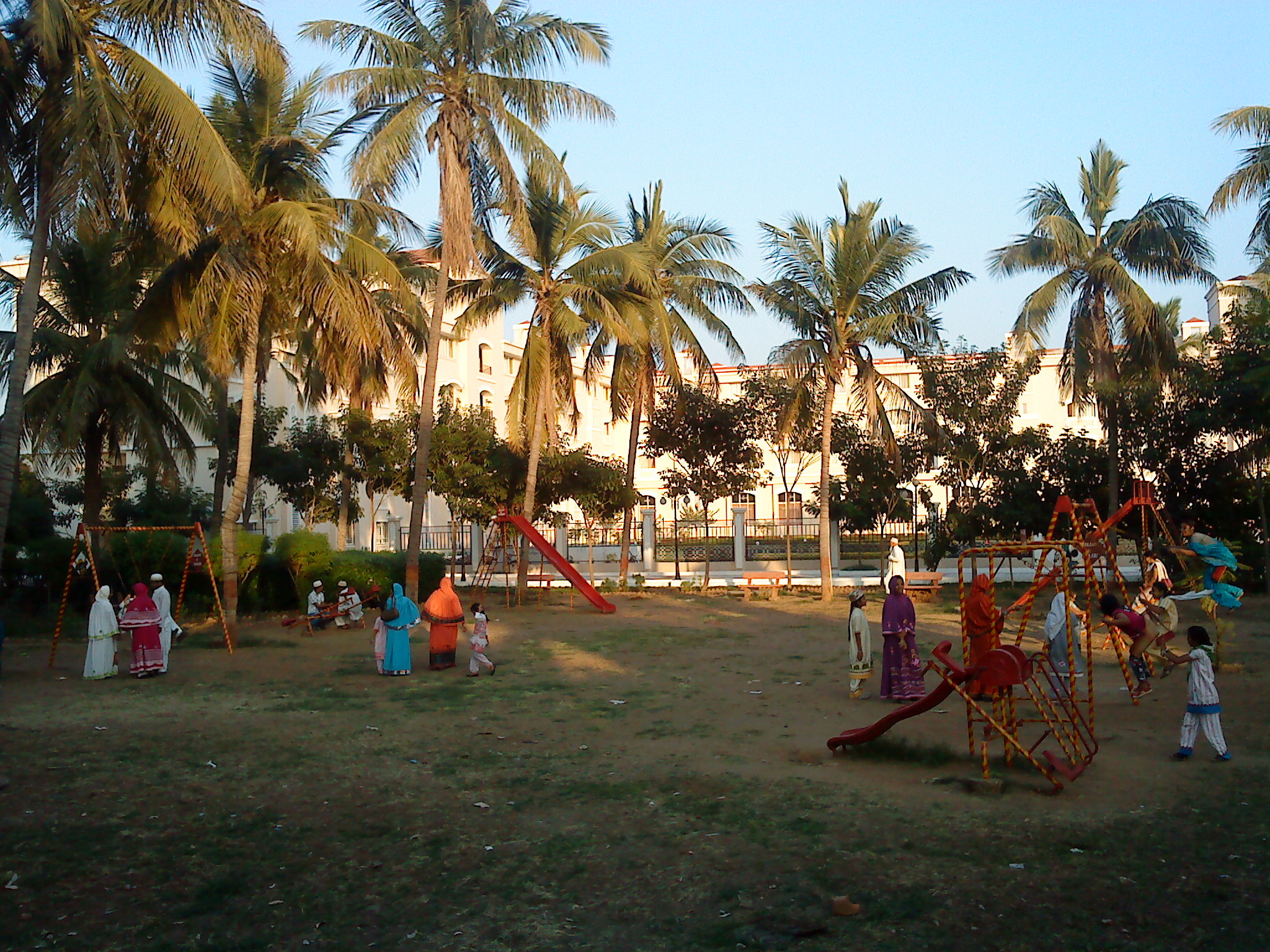
حديقة للأطفال مزارفخري
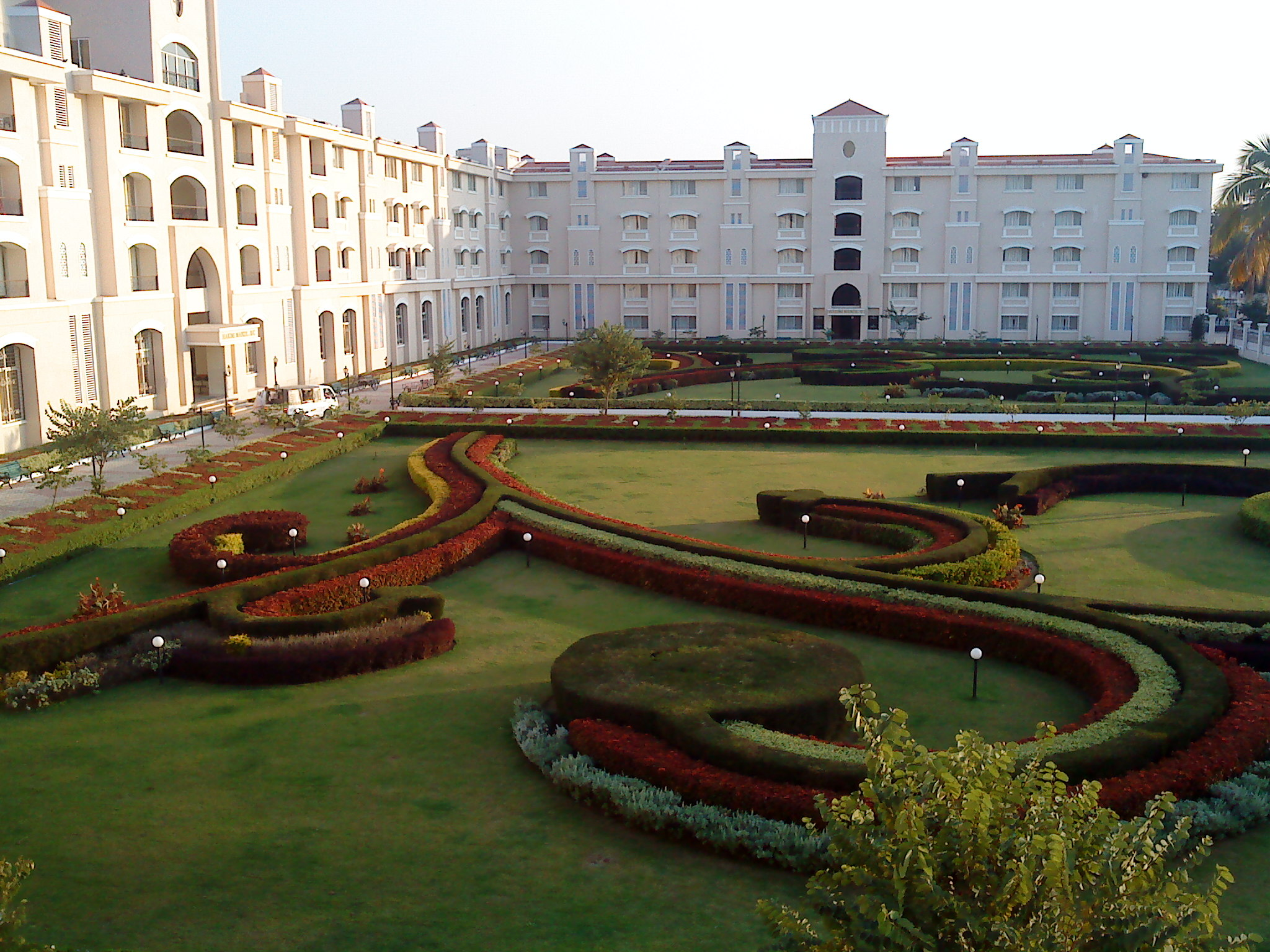
مجمع سكني للزوار مزارفخري
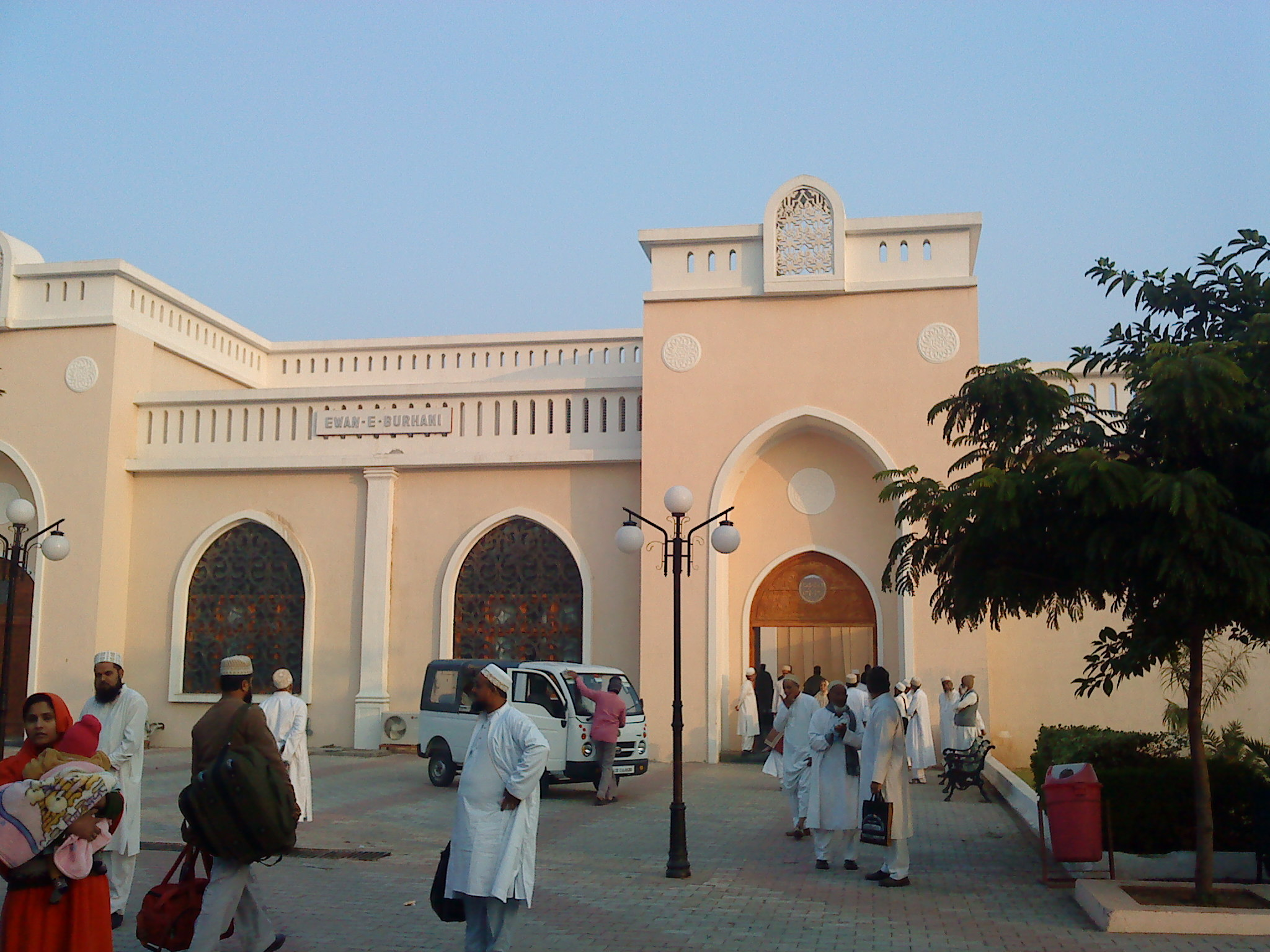
صالة طعام مزارفخري
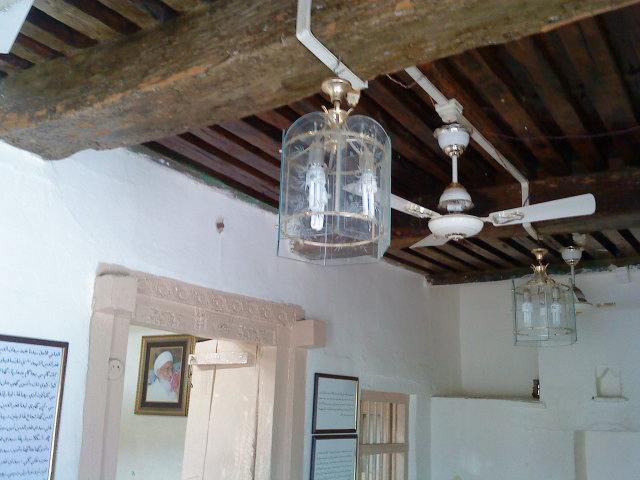
تجديد إقامة مولاي فخر الدين
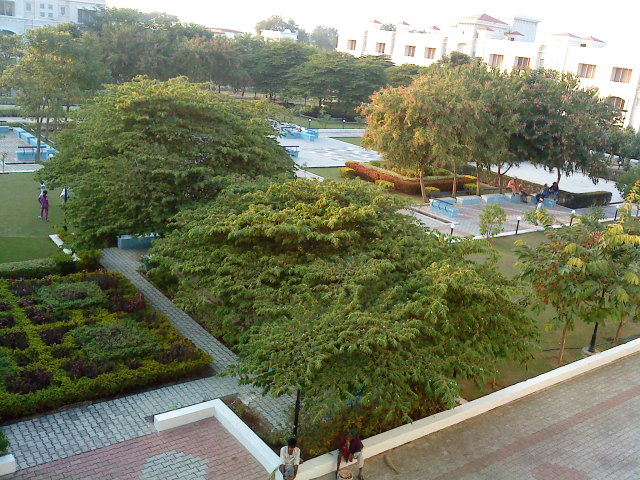
حدائق مزارفخري
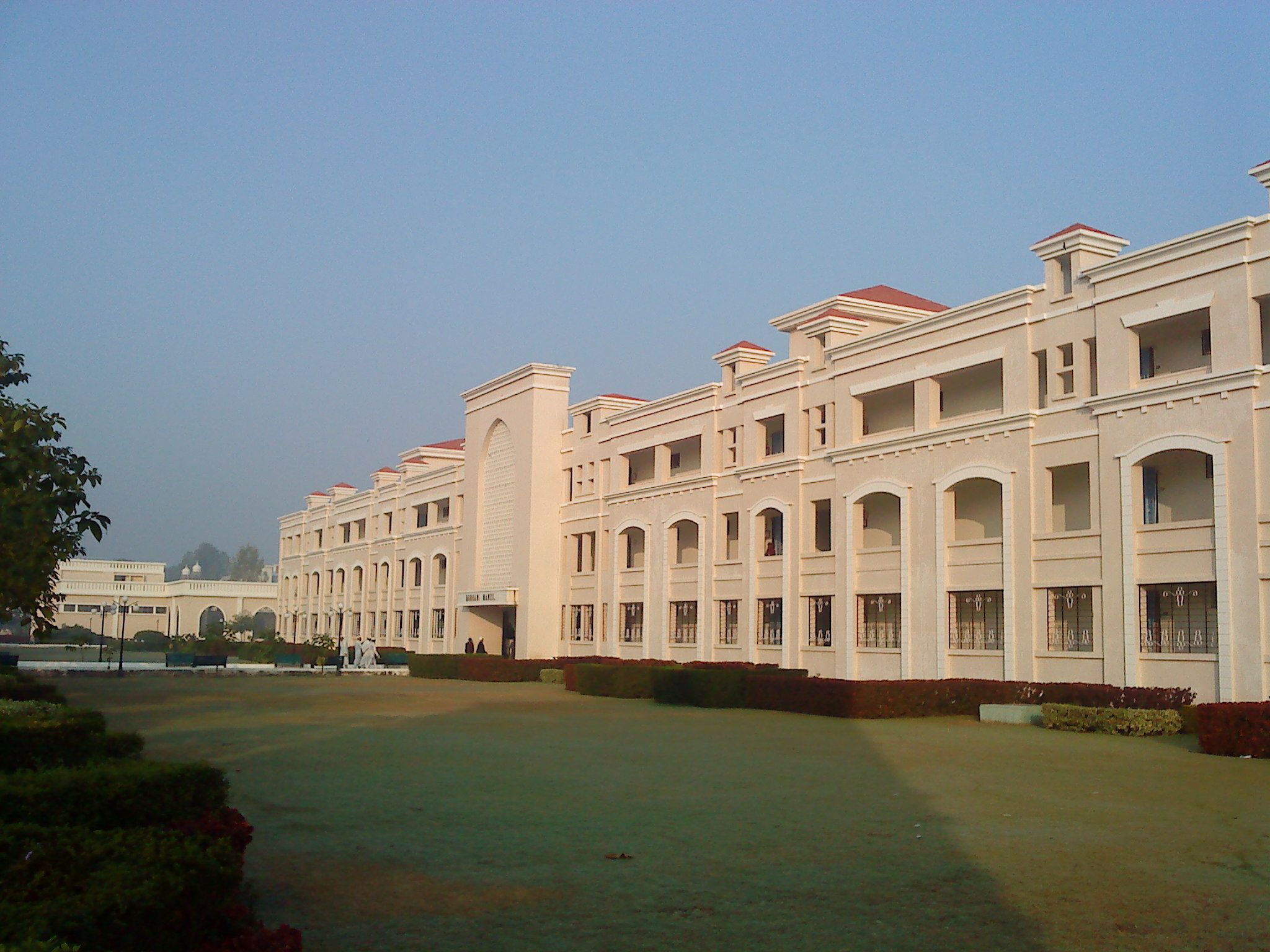
مجمع سكني 2